# Antonio Bazzini
Antonio Joseph Bazzini (11. března 1818 Brescia – 10. února 1897 Milán) byl italský houslista, hudební skladatel a pedagog. Je známý převážně jako skladatel komorní hudby. Jeho skladby mu vynesly přední místo mezi italskými skladateli 19. století. Jeho úspěch jako skladatele byl však překonán, stal se jedním z nejlepších houslových virtuosů své doby.

## Biografie
Bazzini se narodil v Brescii v Itálii. Jako malý chlapec byl žákem Faustina Camisaniho. Ve věku 17 let se stal varhaníkem v kostele v jeho rodném městě. Následující rok se setkal s Paganinim, který ho nejvíce ovlivnil jak svým uměním, tak i stylem hry. Paganini podporoval Bazziniho, aby začal s koncertní kariérou a ten se tedy týž rok vydal na dráhu virtuosa. Od roku 1841 do roku 1845 žil v Německu, kde mimo jiné obdivoval Schumann a Mendelssohna. Po krátké zastávce v Dánsku v roce 1845, se Bazzini se vrátil do Brescie, aby zde učil a skládal. V letech 1846 hrál v Neapoli a v Palermu. V letech 1849–1850 byl na turné po Španělsku a v letech 1852 až 1863 žil v Paříži. Svou koncertní kariéru zakončil v Hollandsku v roce 1864.
Když se vrátil zpět do Brescie, věnoval se převážně komponování. V roce 1868 se stal presidentem společnosti Società dei Concerti in Brescia. V roce 1873 byl jmenován profesorem skladby na Milánské konzervatoři. Zde například učil Catalaniho, Mascagniho, Pizziho a v neposlední řadě Pucciniho. V roce 1882 se sám stal ředitelem školy.
Bazzini zemřel v Miláně 10. února roku 1897.

## Vybrané práce
- La Ronde des Lutins, scherzo fantastique, op. 25
- Francesca da Rimini, symfonická báseň, op. 77 (Berlín, 1889/90)
- Smyčcový kvartet č. 1 C-dur, WoO, (1864)
- Smyčcový kvartet č. 2 d-moll, op. 75 (1877)
- Smyčcový kvartet č. 3 E-dur, op. 76 (1878)
- Smyčcový kvartet č. 4 G-dur, op. 79 (1888)
- Smyčcový kvartet č. 5 c-moll, op. 80 (1891)
- Smyčcový kvartet č. 6 F-dur, op. 82 (1892)
- Smyčcový kvartet A-dur pro 2 housle, violu a 2 violoncella, WoO. (1866)

### Opery
- Il silfo e l'innamorato, (Milán, 1865)
- Turanda (Milán, La Scala, 13. ledna 1867)